# The Soul Album
Albums de Otis Redding
Otis Blue: Otis Redding Sings Soul
(1965) Complete & Unbelievable: The Otis Redding Dictionary of Soul
(1966)
The Soul Album est le quatrième album d'Otis Redding, sorti en 1966. Comme les précédents, il présente à la fois des classiques de la soul et des originaux écrits par Redding et d'autres artistes de Stax, et notamment son complice Steve Cropper. Les ballades alternent avec les morceaux rhythm and blues plus rythmés.

## L'album
L'album présente les musiciens de Booker T. & the M.G.'s, avec la section de cuivres The Memphis Horns et la participation d'Isaac Hayes.
L'album contient un subtil assemblages de compositions originales d'Otis Redding et de reprises de succès du rhythm and blues. Après My Girl sur l'album précédent, It's Growing est un autre tube des Temptations. Chain Gang est une chanson de Sam Cooke, Nobody Knows You When You're Down and Out un standard du blues popularisé par Bessie Smith, Baby Scratch My Back et Treat Her Right sont des succès récents de Slim Harpo et de Roy Head, Everybody Makes a Mistake une reprise de Roy Arlington et 634-5789 (Soulsville, U.S.A.) un hit de Wilson Pickett.
Le design de la pochette, créé par Loring Eutemey, présente un portrait de l'actrice Fleurette Carter Townsend photographiée par Peter Levy. Celle-ci figure également sur la pochette de l'album Soul Limbo de Booker T. and the M.G.'s en 1968.
Le disque culmine en 6e position du classement Top R&B Albums du magazine Billboard et se classe 54e du Billboard 200 des meilleures ventes d'albums sur le sol américain, même si l'album souffre de l'absence d'un vrai hit comme Respect ou I've Been Loving You Too Long (to Stop Now) sur le précédent. Pourtant, les ventes du Soul Album dépassent celles d'Otis Blue, totalisant plus de 80 000 exemplaires dans les six mois suivant sa sortie.

## Titres
| 1. | Just One More Day                         | Otis Redding, Steve Cropper, McElvoy Robinson | 3:31 |
| 2. | It's Growing                              | Smokey Robinson, Warren "Pete" Moore          | 2:47 |
| 3. | Cigarettes and Coffee                     | Jerry Butler, Eddie Thomas, Jay Walker        | 3:53 |
| 4. | Chain Gang                                | Sam Cooke                                     | 3:04 |
| 5. | Nobody Knows You When You're Down and Out | James Cox                                     | 3:11 |

| 6.  | Good to Me                    | Otis Redding, Julius Green   | 3:51 |
| 7.  | Baby Scratch My Back          | James Moore                  | 2:42 |
| 8.  | Treat Her Right               | Roy Head, Gene Kurtz         | 2:11 |
| 9.  | Everybody Makes a Mistake     | Eddie Floyd, Alvertis Isbell | 3:23 |
| 10. | Any Ole Way                   | Otis Redding, Steve Cropper  | 2:34 |
| 11. | 634-5789 (Soulsville, U.S.A.) | Steve Cropper, Eddie Floyd   | 2:49 |

## Musiciens
- Otis Redding : chant
- Booker T. Jones, Isaac Hayes : claviers, piano
- Steve Cropper : guitare
- Donald Duck Dunn : basse
- Al Jackson, Jr. : batterie
- Wayne Jackson, Sammy Coleman, Gene Bowlegs Miller : trompette
- Charles Packy Axton, Andrew Love : saxophone ténor
- Floyd Newman : saxophone baryton